# Апостольская префектура Вэйхая
Апостольский префектура Вэйхая (лат. Apostolica Praefectura Veihaiveiensis) — апостольская префектура Римско-Католической церкви с центром в городе Вэйхай, Китай. Апостольская префектура Вэйхая распространяет свою юрисдикцию на часть территории провинции Шаньдун. Апостольская префектура Вэйхай подчиняется непосредственно Святому Престолу.

## История
18 июня 1931 года Римский папа Пий XI издал бреве Litteris Apostolicis, которой учредил миссию Sui iuris Вэйхая, выделив её из Апостольский викариатапостольского викариата Чжифу (сегодня - Епархия Яньтая).
9 февраля 1938 года Римский папа Пий XI издал буллу Merito ad maiorem, которой преобразовал миссию sui iuris Вэйхая в апостольскую префектуру.

## Ординарии апостольской префектуры
- священник  Louis Prosper Durand (1932 — 1938);
- священник Cesaire Stern (1939 — 1949);
- священник Edward Gabriel Quint (1950 — 1983);
  - Sede vacante — с 1983 года по настоящее время.

## Источник
- Annuario Pontificio, Libreria Editrice Vaticana, Città del Vaticano, 2003, ISBN 88-209-7422-3
- Булла Litteris Apostolicis, AAS 23 (1931), стр. 401  (лат.)
- Bolla Merito ad maiorem, AAS 30 (1938), стр. 312  (лат.)